# Шандор Тарич
Шандор Тарич (мађ. Tarics Sándor; Будимпешта, 23. септембар 1913 — Сан Франциско, 21. мај 2016) је био мађарски ватерполиста који је 1936. године, на Олимпијским играма у Берлину са мађарском ватерполо селекцијом освојио златну медаљу, другу од укупно девет, пошто су Мађари имали бољу гол разлику од домаћина Немачке.
Од 2011. године, када је у 100. години умро италијански бициклиста Атилио Павези (Attilio Pavesi), Тарич је постао званично најстарији олимпијац на свету.

## Биографија
Рођен у Будимпешти, Тарич је био део мађарског тима на Олимпијским играма у Берлину 1939. године, који је освојио златну медаљу, оставивши домаћина Немачку на другом месту. Одиграо је две утакмице и постигао два гола. Такође је са мађарским тимом освајао златне медаље на Међународним универзитетским играма (претеча Универзијаде) 1933, 1935. и 1937. године, као и на незваничним Међународним универзитетским играма 1939, предвођеним Немачком. После Другог светског рата и совјетске окупације Мађарске, Тарич је, захваљујући свом инжењерском образовању, успео 1949. године да емигрира у Сједињене Америчке Државе. Живео је у Сан Франциску, где је радио као архитекта. Специјалност су му биле грађевине отпорне на земљотрес.
Тарич је, као најстарији живи олимпијски шампион, присуствовао Олимпијским играма у Лондону 2012. године а септембра 2013. напунио је 100 година. Након смрти Атилија Павезија Тарич је био најстарији живи олимпијски шампион.
Умро је у свом дому у Сан Франциску (Калифорнија) 2. маја 2016. у 102. години.